# Shakira: MTV Unplugged
A Shakira: MTV Unplugged Shakira kolumbiai énekesnő hatodik albuma, 2000. február 29-én jelent meg.

## Az album dalai
1. Octavo Día
2. Si Te Vas
3. Dónde Están los Ladrones?
4. Moscas en la Casa
5. Ciega, Sordomuda
6. Inevitable
7. Estoy Aquí
8. Tú
9. Sombra de Ti
10. No Creo
11. Ojos Así

## Résztvevők
- Shakira – Producer, dalszövegíró, énekes, gitár, harmonika
- Emilio Estefan Jr. – Executive producer
- Tim Mitchell – Producer, arranger, gitár
- Sean Murphy – Producer
- Marcello Anez – Engineer
- Adam Blackburn – Engineer
- Scott Canto – Engineer
- Sebastian Krys – Engineer
- Mauricio Guerrero – Mixer
- Eric Schilling – Mixer
- Tony Blanc – Mixing assistant
- Steve Penny – Mixing assistant
- Maurizio Teilla – Mixing assistant
- Bob Ludwig – Mastering
- George Noreiga – Gitár, backing vocals
- Donna Allen – háttér énekes
- Rita Quintero – háttér énekes
- Luis Fernando Ochoa – Gitár
- Ben Peeler – Lap steel guitar, mandolin, dobro, bazouki
- Pedro Alfonso – hegedű
- Albert Menedez – zongora
- Ricardo Suarez – Bass gitár
- Brendan Buckley – Dobok, percussion

## Díjak
- 2000 "Ojos Así", győzelem Latin Grammy Award – legjobb női popénekes előadása.
- 2000 "Octavo Día", győzelem Latin Grammy Award – legjobb női rock énekes előadása.
- 2000 jelölés Latin Grammy Award – Év albuma legjobb pop album kategóriájában.
- 2001 győzelem, Grammy-díj – legjobb latin pop album.
- 2001 győzelem Billboard magazine Latin Music Award – az év Latin Rock Albuma.